# Guillaume Marcel
Pour les articles homonymes, voir Marcel.
Guillaume Marcel est un chronologiste français, sous-bibliothécaire de Saint-Victor, commissaire des classes de la marine en Provence, né à Toulouse en 1647, mort en 1708. 
Il négocie, en 1670, le traité de paix et de commerce avec le dey d’Alger.
On lui doit : 
- Tablettes chronologiques pour l’histoire de l’Église et pour l’histoire profane (1632, 2 vol. in-8°);
- Histoire de la monarchie française (1683-1686, 4 vol. in-12); c’est moins une histoire qu’un tableau chronologique fait avec beaucoup de soin.

Outre ces ouvrages justement estimés, il en a laissé plusieurs qui sont restés manuscrits.

## Source
« Guillaume Marcel », dans Pierre Larousse, Grand dictionnaire universel du XIXe siècle, Paris, Administration du grand dictionnaire universel, 15 vol., 1863-1890 [détail des éditions].